# Ferrere
Ferrere, (Frere en piemontès) és un municipi situat al territori de la província d'Asti, a la regió del Piemont (Itàlia).
Limita amb els municipis de Cantarana, Cisterna d'Asti, Montà, San Damiano d'Asti i Valfenera.